# 2.ª etapa da Volta a Espanha de 2022
A 2.ª etapa da Volta a Espanha de 2022 teve lugar a 20 de agosto de 2022 nos Países Baixos entre Bolduque e Utrecht sobre um percurso de 175,1 km. O vencedor foi o irlandês Sam Bennett do Bora-Hansgrohe e o neerlandês Mike Teunissen do Jumbo-Visma converteu-se no novo líder da corrida.

## Classificação da etapa
| 's-Hertogenbosch - Utreque | etapa plana | (175,1 km) |

| \| Classificação por etapas \| Classificação por etapas \| Classificação por etapas \| Classificação por etapas \| Classificação por etapas \| \| Ciclista \| Ciclista \| Equipe \| Tempo \| \| \| ------------------------ \| ------------------------ \| ------------------------ \| ------------------------ \| ------------------------ \| \| 1. \| Sam Bennett \| Bora-Hansgrohe \| 3h49m34s \| \| \| 2. \| Mads Pedersen \| Trek-Segafredo \| + 0s \| \| \| 3. \| Tim Merlier \| Alpecin-Deceuninck \| + 0s \| \| \| 4. \| Mike Teunissen \| Jumbo-Visma \| + 0s \| \| \| 5. \| Pascal Ackermann \| UAE Team Emirates \| + 0s \| \| \| 6. \| Daniel McLay \| Arkéa-Samsic \| + 0s \| \| \| 7. \| Itamar Einhorn \| Israel-Premier Tech \| + 0s \| \| \| 8. \| Jake Stewart \| Groupama-FDJ \| + 0s \| \| \| 9. \| John Degenkolb \| Team DSM \| + 0s \| \| \| 10. \| Kaden Groves \| BikeExchange-Jayco \| + 0s \| \| |                  |                     |          |
| |                  |                     |          |
| Fonte: ProCyclingStats |                  |                     |          |
| Classificação por etapas |                  |                     |          |
| Ciclista | Ciclista         | Equipe              | Tempo    |
| 1. | Sam Bennett      | Bora-Hansgrohe      | 3h49m34s |
| 2. | Mads Pedersen    | Trek-Segafredo      | + 0s     |
| 3. | Tim Merlier      | Alpecin-Deceuninck  | + 0s     |
| 4. | Mike Teunissen   | Jumbo-Visma         | + 0s     |
| 5. | Pascal Ackermann | UAE Team Emirates   | + 0s     |
| 6. | Daniel McLay     | Arkéa-Samsic        | + 0s     |
| 7. | Itamar Einhorn   | Israel-Premier Tech | + 0s     |
| 8. | Jake Stewart     | Groupama-FDJ        | + 0s     |
| 9. | John Degenkolb   | Team DSM            | + 0s     |
| 10. | Kaden Groves     | BikeExchange-Jayco  | + 0s     |

## Classificações ao final da etapa

### Classificação geral
| \| Classificação geral \| Classificação geral \| Classificação geral \| Classificação geral \| Classificação geral \| \| Ciclista \| Ciclista \| Equipe \| Tempo \| \| \| ------------------- \| ------------------- \| ------------------- \| ------------------- \| ------------------- \| \| 1. \| Mike Teunissen \| Jumbo-Visma \| 4h14m14s \| \| \| 2. \| Edoardo Affini \| Jumbo-Visma \| + 0s \| \| \| 3. \| Sam Oomen \| Jumbo-Visma \| + 0s \| \| \| 4. \| Primož Roglič \| Jumbo-Visma \| + 0s \| \| \| 5. \| Sepp Kuss \| Jumbo-Visma \| + 0s \| \| \| 6. \| Robert Gesink \| Jumbo-Visma \| + 0s \| \| \| 7. \| Richard Carapaz \| Ineos Grenadiers \| + 13s \| \| \| 8. \| Ethan Hayter \| Ineos Grenadiers \| + 13s \| \| \| 9. \| Pavel Sivakov \| Ineos Grenadiers \| + 13s \| \| \| 10. \| Carlos Rodríguez \| Ineos Grenadiers \| + 13s \| \| |                  |                  |          |
| |                  |                  |          |
| Fonte: ProCyclingStats |                  |                  |          |
| Classificação geral |                  |                  |          |
| Ciclista | Ciclista         | Equipe           | Tempo    |
| 1. | Mike Teunissen   | Jumbo-Visma      | 4h14m14s |
| 2. | Edoardo Affini   | Jumbo-Visma      | + 0s     |
| 3. | Sam Oomen        | Jumbo-Visma      | + 0s     |
| 4. | Primož Roglič    | Jumbo-Visma      | + 0s     |
| 5. | Sepp Kuss        | Jumbo-Visma      | + 0s     |
| 6. | Robert Gesink    | Jumbo-Visma      | + 0s     |
| 7. | Richard Carapaz  | Ineos Grenadiers | + 13s    |
| 8. | Ethan Hayter     | Ineos Grenadiers | + 13s    |
| 9. | Pavel Sivakov    | Ineos Grenadiers | + 13s    |
| 10. | Carlos Rodríguez | Ineos Grenadiers | + 13s    |

### Classificação por pontos
| Classificação por pontos | Classificação por pontos | Classificação por pontos | Classificação por pontos | Classificação por pontos |
| Ciclista                 | Ciclista                 | Equipe                   | Pontos                   |                          |
| ------------------------ | ------------------------ | ------------------------ | ------------------------ | ------------------------ |
| 1.                       | Sam Bennett              | Bora-Hansgrohe           | 67 pts                   |                          |
| 2.                       | Mads Pedersen            | Trek-Segafredo           | 50 pts                   |                          |
| 3.                       | Tim Merlier              | Alpecin-Deceuninck       | 20 pts                   |                          |
| 4.                       | Mike Teunissen           | Jumbo-Visma              | 18 pts                   |                          |
| 5.                       | Pascal Ackermann         | UAE Team Emirates        | 16 pts                   |                          |
| 6.                       | Daan Hoole               | Trek-Segafredo           | 15 pts                   |                          |
| 7.                       | Daniel McLay             | Arkéa-Samsic             | 14 pts                   |                          |
| 8.                       | Ethan Hayter             | Ineos Grenadiers         | 13 pts                   |                          |
| 9.                       | Itamar Einhorn           | Israel-Premier Tech      | 12 pts                   |                          |
| 10.                      | Jake Stewart             | Groupama-FDJ             | 10 pts                   |                          |

### Classificação da montanha
| Classificação da montanha | Classificação da montanha | Classificação da montanha | Classificação da montanha | Classificação da montanha |
| Ciclista                  | Ciclista                  | Equipe                    | Pontos                    |                           |
| ------------------------- | ------------------------- | ------------------------- | ------------------------- | ------------------------- |
| 1.                        | Julius van den Berg       | EF Education-EasyPost     | 2 pts                     |                           |
| 2.                        | Thibault Guernalec        | Arkéa-Samsic              | 1 pt                      |                           |

### Classificação dos jovens
| Classificação dos jovens | Classificação dos jovens | Classificação dos jovens | Classificação dos jovens | Classificação dos jovens |
| Ciclista                 | Ciclista                 | Equipe                   | Tempo                    |                          |
| ------------------------ | ------------------------ | ------------------------ | ------------------------ | ------------------------ |
| 1.                       | Ethan Hayter             | Ineos Grenadiers         | 4h14m27s                 |                          |
| 2.                       | Pavel Sivakov            | Ineos Grenadiers         | + 0s                     |                          |
| 3.                       | Carlos Rodríguez         | Ineos Grenadiers         | + 0s                     |                          |
| 4.                       | Luke Plapp               | Ineos Grenadiers         | + 0s                     |                          |
| 5.                       | Remco Evenepoel          | Quick-Step Alpha Vinyl   | + 1s                     |                          |
| 6.                       | Ilan Van Wilder          | Quick-Step Alpha Vinyl   | + 1s                     |                          |
| 7.                       | Kaden Groves             | BikeExchange-Jayco       | + 18s                    |                          |
| 8.                       | Kelland O'Brien          | BikeExchange-Jayco       | + 18s                    |                          |
| 9.                       | Brandon McNulty          | UAE Team Emirates        | + 20s                    |                          |
| 10.                      | Juan Ayuso               | UAE Team Emirates        | + 20s                    |                          |

### Classificação por equipas
| Classificação por equipes | Classificação por equipes | Classificação por equipes | Classificação por equipes |
| Equipe                    | Equipe                    | Tempo                     |                           |
| ------------------------- | ------------------------- | ------------------------- | ------------------------- |
| 1.                        | Jumbo-Visma               | 11h53m22s                 |                           |
| 2.                        | Ineos Grenadiers          | + 13s                     |                           |
| 3.                        | Quick-Step Alpha Vinyl    | + 14s                     |                           |
| 4.                        | BikeExchange-Jayco        | + 31s                     |                           |
| 5.                        | UAE Team Emirates         | + 33s                     |                           |
| 6.                        | Groupama-FDJ              | + 38s                     |                           |
| 7.                        | Bora-Hansgrohe            | + 41s                     |                           |
| 8.                        | Trek-Segafredo            | + 42s                     |                           |
| 9.                        | Bahrain Victorious        | + 42s                     |                           |
| 10.                       | Movistar Team             | + 43s                     |                           |

## Abandonos
Steff Cras não completou a etapa depois de sofrer uma queda durante o transcurso da mesma.